# Parco nazionale di Buxa
Il Parco nazionale di Buxa (bengalese: বক্সা জাতীয় উদ্যান Bôksha Jatio Uddan), conosciuto anche come Buxa Tiger Reserve è un'area naturale protetta indiana che si trova nel Bengala Occidentale. La prima protezione dell'area risale al 1983, dal 1986 è diventata anche Santuario della fauna selvatica (Wildlife Sanctuary) ma solo ne 1992 è stato istituito il parco nazionale.